# Комсомольский (Вологодская область)
Комсомольский — посёлок в Бабушкинском районе Вологодской области.
Входит в состав Миньковского сельского поселения, с точки зрения административно-территориального деления — в Миньковский сельсовет.
Расстояние по автодороге до районного центра села имени Бабушкина составляет 41 км, до центра муниципального образования Миньково — 17 км. Ближайшие населённые пункты — Проскурнино, Ковшево, Зеленик.
Население по данным переписи 2002 года — 140 человек (66 мужчин, 74 женщины). Преобладающая национальность — русские (98 %).